# Хойнув
Хойнув (пол. Chojnów, нем. Haynau)  —  город  в Польше, входит в Нижнесилезское воеводство,  Легницкий повят.  Имеет статус городской гмины. Занимает площадь 5,32 км². Население 14 510 человек (на 2004 год).

## История
В военной истории Хойнув стал широко известен после произошедших здесь событий в ходе Войны первой коалиции, а также битвы 26 мая 1813 года в ходе Войны шестой коалиции. В ряде российских дореволюционных источников, например в «ВЭС», данный населённый пункт описывался как Гайнау.

## Фотографии
- Ратуша
- Замок
- Рыночная площадь
- Башня Вебер
- Башня Ткачей
- Старинный дом
- Школа
- Bокзал
- Церковь Девы Марии